# Carl Hildebrand von Canstein
Carl Hildebrand von Canstein (Beeskow, 4 août 1667-Berlin, 19 août 1719), est un fonctionnaire de la cour de Brandebourg, fondateur en 1712 de l’Institution biblique de Halle, la plus ancienne société biblique du monde.

## Biographie

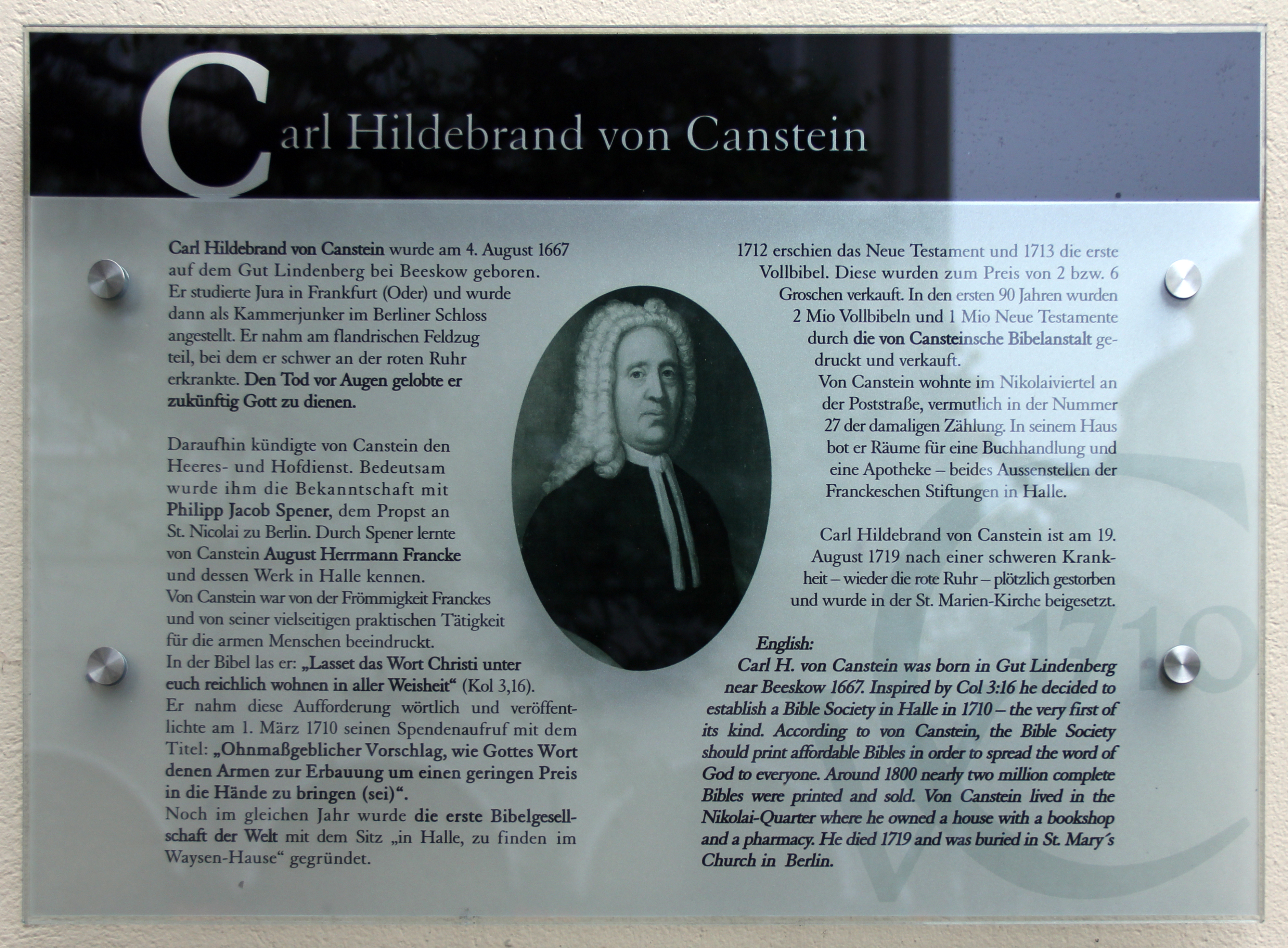
Plaque commémorative à Berlin-Mitte

Il fait des études à l'Université de Wittemberg et obtient un doctorat en 1687 à Francfort-sur-l'Oder.
Il est connu pour avoir le premier appliqué la stéréotypie à la publication de la Bible et du Nouveau Testament.

## Œuvres

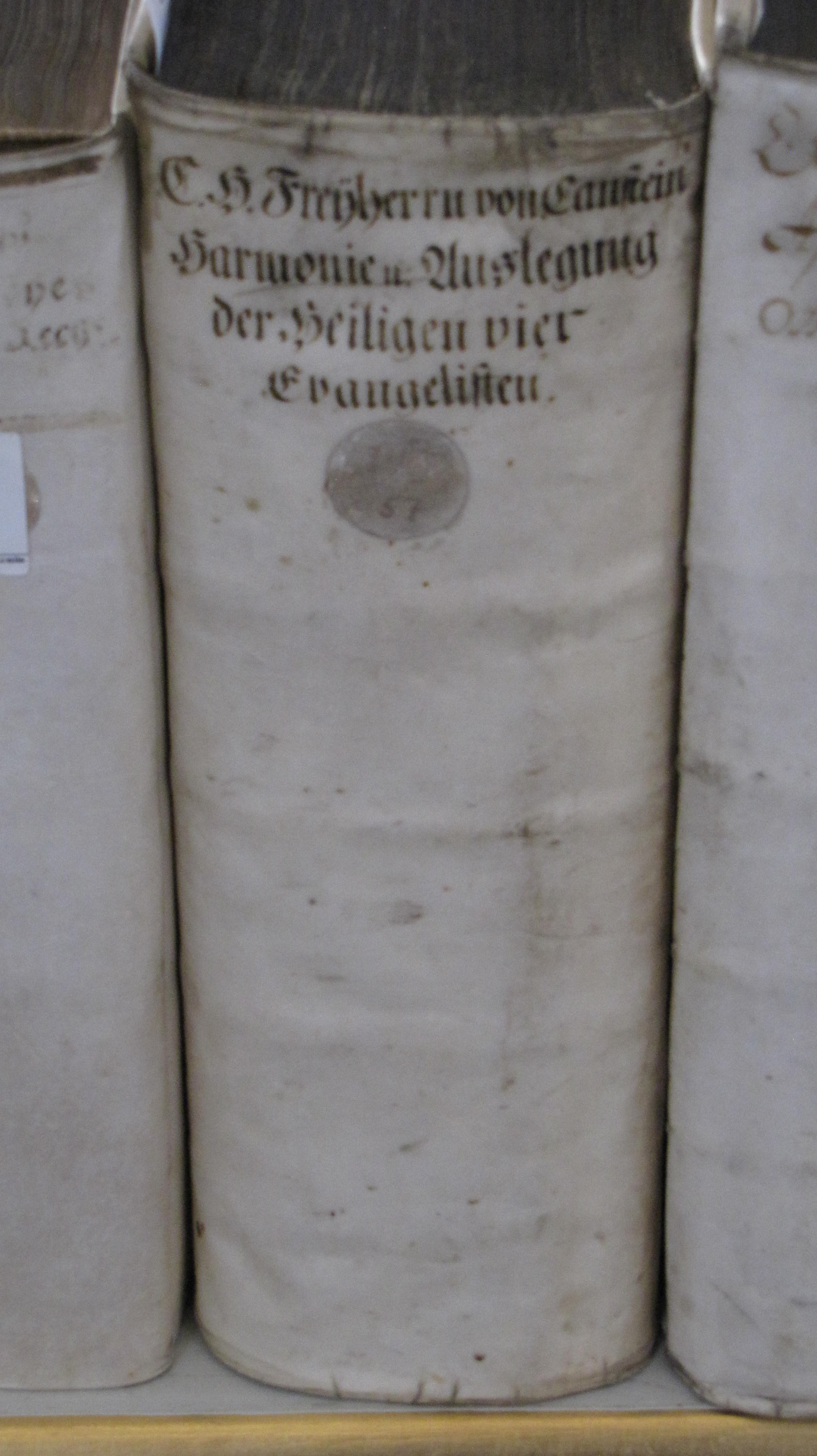
Harmonie und Auslegung der heiligen vier Evangelisten conservée dans la bibliothèque Anna Amalia

- Ohnmaßgeblicher Vorschlag, wie Gotteswort den Armen zur Erbauung um einen geringen Preis in die Hände zu bringen sei, Halle, 1710
- Harmonie und Auslegung der heiligen vier Evangelisten, 9 vol., Halle, 1718